# Al-Anbar
|  | Per a altres significats, vegeu «Campanya d'Al-Anbar». |

Al-Anbar (àrab: الأنبار, al-Anbār), antiga Firuz Chapur, Perisapora o Anbar (persa: انبار, Anbār, ‘graner’, ‘arsenal’, ‘dipòsit’, ‘reserva d'aigua’, derivat d'ab anbar, ‘dipòsit d'aigua potable’ a l'Iran) fou una antiga ciutat d'Iraq avui en ruïnes, a 5 km al nord-oest de Falluja i al costat del llogaret d'as-Saqlāwīya. Dona nom a la província d'al-Anbar que té per capital a Ramadi i de la que Falluja n'és la segona ciutat.

## Història
Originalment els erudits l'identificaren amb l'aquemènida Maskin però els autors àrabs de fet distingeixen entre aquesta i al-Anbar. Les excavacions a Tell Aswad semblen confirmar un origen immediat babiloni i una fundació a l'entorn del 3000 aC. La ciutat controlava la navegació del Sawad i el canal de l'Eufrates al Tigris conegut més tard com Nahr Isa.
Sapor I o Shapur I (241-272) la va reconstruir per fer-la servir de guarnició, amb una ciutadella, i la va batejar com a Peroz Shapur o Firuz Shapur (que vol dir "Victòria de Sapor", nom que apareix també, deformat, com Pirisabora a Ammià Marcel·lí i com a Perisapora a Zòsim, nom adoptat pels siríacs i jueus) per commemorar la victòria sobre Gordià III (238-244) el 243. Altres fonts atribueixen la seva fundació a Sapor II o Shapur II (310-379) vers la meitat del segle iv.
El 363 fou conquerida per Julià l'Apòstata que la va destruir. El seu successor Jovià va signar la pau retornant tots els territoris conquerits per Dioclecià a l'esquerra del Tigris. Llavors al-Anbar fou reconstruïda. Vers 591, Còsroes II enderrocat, va obtenir ajut de l'emperador Maurici per la seva restauració, a canvi de cessions territorials i la frontera es va establir com el 502. A començaments del segle vii va ser recuperada pels sassànides. La ciutat fou seu d'un bisbe jacobita i un de nestorià. Hi vivien molts jueus; la població era àrab però la guarnició persa.
Després del 634 va passar als àrabs que la van incloure a la província d'Ali i li van conservar el nom, però el d'al-Anbar, que ja es feia servir des del segle anterior, va començar a ser també utilitzat sovint. La conquesta fou obra de Khalid ibn al-Walid que va signar un tractat amb la població. Sad ben Abi Wakkas hi va construir la tercera mesquita de l'Iraq. Sad no la va considerar adient per fundar una guarnició perquè a la ciutat hi havia mosquits i febres.
El 752 Abu-l-Abbàs as-Saffah va deixar Kufa i es va instal·lar a al-Anbar hi va fer construir una nova ciutat a uns 2,5 km de la vella, amb un gran palau al centre anomenat al-Hashimiyya. Hi va morir i fou enterrat (754). Al-Mansur (754-775) hi va residir fins al 762 quan es va fundar Bagdad. Harun ar-Raixid hi va estar breument el 796 i el 803 que llavors estava poblada amb molts khurasànides.
La ciutat va mantenir certa prosperitat i importància el segle ix, però després els atacs beduïns la van debilitar (882 atac a la ciutat, 902 el districte és assolat). El 927 fou devastada pel càrmata Abu Tahir al-Karmati i la decadència es va accelerar. Altre cop fou assolada pels beduïns el 931. La vila va minvar però encara va mantenir un bon nombre d'habitants.
El gener de 1258, fou atacada per una columna mongola que la va destruir i els que van sobreviure van fugir a Bagdad que també fou ocupada el 1258. La vila es va reconstruir en part i va ser un centre administratiu mongol que encara existia al segle xiv. Després va desaparèixer.

## Anbâr i l'escriptura àrab
Muramir ibn Murra d'Anbâr, del segle vi, és considerat l'inventor de l'escriptura àrab, i el que la va difondre entre els Kinda del Najd que al seu torn la van introduir a la Meca. Les lletres eren diferents al himiarita i properes a l'escriptura cúfica utilitzada a les primeres versions de l'alcorà, reformat després per Ibn Muklah, visir dels califes Al-Muqtadir (908-932), Al-Qahir (932-934) i Al-Radi (934-940) i perfeccionat per Ali Ibn Bawab. L'origen iemenita de l'àrab és contradita pels que volen un origen siríac.

## Filòlegs
Tres filòlegs amb la nisba al-Anbari tenen importància:
- Abu Bakr Muhammad ibn al-Kasim al-Anbari (o Ibn al-Anbari) (3 de gener de 885-octubre de 940)
- Abu l-Barakat Abd al-Rahman ibn Muhammad ibn Ubayd Allah ibn Abi Said Kamal al-Din al-Anbari (o Ibn al-Anbari) (juliol del 1119-18 de desembre de 1181)
- Abu Muhammad al-Kasim ibn Muhammad ibn Bashshar al-Anbari (mort 916 o 917)

## Personatges il·lustres
- Ibn Abi Awn.